# La Feuille de bétel
La Feuille de bétel est un mini-série française en quatre épisodes de 25 minutes, réalisée par Odette Collet, à partir du roman de Jeanne Cressanges, diffusée du mardi 13 mars 1973 au vendredi 16 mars 1973 sur la troisième chaîne couleur de l'ORTF.

## Synopsis
Cette mini-série est tirée du roman éponyme de Jeanne Cressanges qui, elle-même, s'est inspirée d'un fait réel : celui d'une colonie de rapatriés d'Indochine, venus s'installer entre 1955 et 1965 dans les corons d'une mine désaffectée, à Noyant-d'Allier. Dans ce village près de Moulins, dans l'Allier, Asiatiques et Européens avaient le désir de cohabiter en paix.
"Mais, précise Jeanne Cressanges, j'ai peuplé ces lieux de personnages imaginaires. L'histoire bâtie sur une action, à la réalisation de laquelle toute la population a participé, relate surtout les difficultés que rencontre cette communauté asiatique pour s'intégrer au reste du village et, au-delà, celles que connaissent tous les émigrés pour sauvegarder leurs coutumes et leurs habitudes dans un monde qui leur est étranger."

## Fiche technique
- Réalisateur : Odette Collet
- Auteur : Jeanne Cressanges
- Adaptation et dialogues : Jeanne Cressanges et Maurice Chapelan

## Distribution
- Paul Guers : Jacques Dubreuil
- Claudine Dalmas : Françoise
- Jacques Mussier : le garagiste
- Éric Etcheverry : Jacques, enfant
- Yasuko Nagazumi : Flore
- Maurice Santal : le patron de l'auberge
- Sarah Chanez : La Mée
- Paul Le Person : Robert Bertichou
- Christian Frezin : Robert Bertichou, enfant
- Séverine Morisot : la petite Marie
- Bérangère Etcheverry : Ti Bâ
- May Line : Lydie
- Paulette Dubost : Amélie
- Monique Fournier : Henriette
- Roger Trapp : le facteur
- Madame Soudan : la mère de Flore
- Bernadette Roger : une sœur de Flore
- Denise Perrichon : une sœur de Flore
- Claudine Fievet : Jeannette, la servante
- Van De Duong : Tung, le père de Flore
- Fernand Kindt : le maire
- Serge Desbruyères : le notaire
- Mimi Laronde : Anselme, paysan
- Yvonne Labatut : acheteuse sur le marché de Noyant d'allier

## Sources
- Télé Poche, n°369 du 7 mars 1973